# Тонет, Август
Август Тонет (нем. August Thonet; 28 марта 1829, Боппард, Германия — 16 марта 1910, Арко, Италия) — австрийский мастер по изготовлению гнутой мебели. Сын Михаэля Тонета.

## Биография
Родился в 1829 году в городе Боппарде.
В 1861 году — переехал со своим отцом в Бистршицу, для того чтобы начать там строительство второй фабрики по изготовлению гнутой мебели, которая была сдана в эксплуатацию в 1862 году. В Бистршице изготавливалась прежде всего серийная модель стула № 14. В этом же году он сконструировал станок для гнутья ободов ножек стульев.
С 1869 до 1886 года был руководителем компании «Братья Тонет» (после того как от дел отошел его отец Михаэль Тонет).
В 1876 году построил машину для гнутья сидений.
В 1879 году назначен кавалером ордена Франца Иосифа I.
В 1890 году руководство заводом перешло к его сыну Карлу.
В течение десяти лет Август был мэром города Бистршице под Гостинем.
Смоделировал стулья: № 4, № 18, № 30.